# History by Contract
History by Contract, publicado em 1978, é um livro escrito pelos pesquisadores da história da aviação: major William J. O'Dwyer e Stella Randolph, sobre o pioneiro da aviação: Gustave Whitehead. O livro contém documentos oficiais, focando num acordo entre a Smithsonian e o espólio de Orville Wright que estipulava o reconhecimento dos Wright como tendo sido os primeiros a voar em troca do Wright Flyer. 

## Sobre o livro
History by Contract se propõe a fornecer evidências de que a Smithsonian Institution deliberadamente ignorou o trabalho aeronáutico de Gustave Whitehead, sustentando que os irmãos Wright foram os primeiros a conseguir um voo sustentável, tripulado, motorizado e controlado, devido a esse acordo. O escritor Frank Delear publicou num artigo: "O livro acusa o National Air and Space Museum (NASM) de uma aparente conspiração de silêncio combinada com uma diminuição por trás das cenas dos esforços de Whitehead. Como resultado de tudo isso, segundo O'Dwyer e Randolph, Whitehead foi praticamente retirado dos anais da aviação."
History By Contract reedita as evidências e o material disponível em dois livros anteriores de Randolph sobre Whitehead, adicionando declarações e atestados  sobre os alegados voos de Whitehead.
Depois do que O'Dwyer descreveu como: "encobrimento e negativas da existência de um acordo Smithsonian-Wright", ele obteve uma cópia assinada desse acordo em 1976, com o auxílio do então senador Lowell Weicker. A Fox News noticiou o assunto em 11 de abril de 2013. A Smithsonian declarou que o acordo foi firmado, não para esconder os experimentos aeronáutico de  Whitehead, mas sim, para evitar uma nova ocorrência de uma ênfase errada nos experimentos de Samuel Pierpont Langley, que apontavam o Langley Aerodrome de 1903 como a "primeira aeronave capaz de voar" mesmo ele não tendo efetivamente voado.
A Smithsonian Institution emitiu um comunicado, escrito pelo curador sênior Tom Crouch, sobre o assunto em 15 de Março de 2013, onde se lê o trecho: "O contrato permanece válido até hoje, uma memória saudável de um momento exemplar na história da Smithsonian. Ao longo dos anos indivíduos que questionam os direitos de outros reivindicantes da honra de terem feito o primeiro voo tem afirmado que o contrato é secreto. Ele não é. Eu enviei muitas cópias quando solicitado. Críticos também tem afirmado que nenhum funcionário da Smithsonian permitiria esse questionamento sob o risco de perder um "tesouro nacional". Eu só posso esperar que, se uma evidência convincente de um voo anterior for apresentada, meus colegas e eu vamos ter a coragem e a honestidade de admitir a nova evidência e correr o risco de perder a primazia do Wright Flyer."

## O significado do título
O termo "contrato" do título do livro, se refere a um acordo entre o espólio de Orville Wright (falecido em 30 de janeiro de 1948) e o governo dos Estados Unidos representado pela Smithsonian Institution. O acordo, data de 23 de novembro de 1948, estipulava:
- O espólio de Orville Wright concorda em vender o Wright Flyer de 1903 aos Estados Unidos (representado pela Smithsonian) por $1.
- Em troca, os Estados Unidos garantem que a aeronave vai ser exibida de forma proeminente na capital da nação e será identificada como a primeira máquina voadora mais pesada do que o ar na qual o homem fez um voo motorizado e controlado.
- A aeronave deve ser avaliada em $1 para fins de impostos.
- Se os Estados Unidos não exibirem a aeronave de forma proeminente, exibi-lo sem a identificação acordada, ou identificar outra aeronave como sendo capaz de voo motorizado controlado e motorizado antes de 17 de Dezembro de 1903, a posse da aeronave reverte para o espólio.
- Adicionalmente, se a aeronave for avaliada em mais de $1 e o estado reclamar impostos, o governo dos Estado Unidos vai pagar essas taxas. Se ele não o fizer a posse reverte para o espólio.
- Se os Estados Unidos perderem a posse da aeronave por qualquer dessas razões, ele terá cinco anos para cumprir com o acordo e reaver a posse.
- A identificação requerida, deve, durante todo o tempo, ser exibida de forma proeminente junto com a aeronave na seguinte forma e texto:

| A aeronave original dos Irmãos Wright A primeira máquina voadora motorizada mais pesada que o ar na qual o homem fez um voo livre, controlado e sustentado Inventada e Construída por Wilbur e Orville Wright Voado por eles em Kitty Hawk, Carolina do Norte em 17 de Dezembro de 1903 Por um trabalho de pesquisa científica original os irmãos Wright descobriram os princípios do voo humano Como inventores, construtores e pilotos eles mais tarde desenvolveram o avião permitindo ao homem voar e abriram a era da aviação Depositado pelo espólio de Orville Wright. |

| "O primeiro voo durou apenas doze segundos, um voo muito modesto comparado ao dos pássaros, mas ele foi no entanto, o primeiro na história do Mundo no qual uma máquina carregando um homem se levantou no ar por suas próprias forças num voo livre, flutuou à frente em curso nivelado sem redução de velocidade, e finalmente pousou sem ser danificada. O segundo e terceiro voos foram um pouco mais longos, e o quarto, durou 59 segundos cobrindo a distância de 259,69 m sobre o solo contra um vento de 32,19 km/h." Wilbur e Orville Wright (texto da Century Magazine, Vol. 76 September 1908, p. 649) |

## Informações chave
A cláusula mais controversa do acordo é o parágrafo 2(d):
"Nem a Smithsonian Institution ou seus sucessores nem qualquer museu ou outra agência, birô ou instalação, administrada pelos Estados Unidos da América, pela Smithsonian Institution ou seus sucessores, podem publicar ou permitir ser exibida uma declaração ou identificação ligada à ou a respeito de qualquer modelo de aeronave ou desenho de data anterior ao da aeronave Wright de 1903, afirmando que tal aeronave era capaz de carregar um homem por seus próprios meios em um voo controlado."
O'Dwyer e Randolph afirmam que essa cláusula fornece um forte incentivo para que a Smithsonian se abstenha de reconhecer qualquer voo de aeronave tripulada, motorizada e controlada de antes do voo dos Wright de 17 de dezembro de 1903. Quando lida no contexto do acordo completo, ela diz que se a Smithsonian tomar posição a favor de que alguém além dos irmãos Wright fez um voo motorizado e controlado antes de 1903, a Smithsonian deve estar preparada para perder a posse do "Wright Flyer" (ou como designado no acordo  "Wright Aeroplane of 1903").

## A história por trás do acordo
O acordo encerrou uma rixa amarga que existia entre Orville Wright e a Smithsonian sobre o crédito do desenvolvimento da primeira aeronave tripulada a conseguir um voo controlado, motorizado e sustentável. Depois de voos de teste de um modelo do Langley Aerodrome bastante modificado por Glenn Curtiss em 1914, a Smithsonian reivindicou que o Aerodrome, criado pelo antigo secretário da Smithsonian: Samuel Langley, testado sem sucesso pouco antes dos voos de 1903 em Kitty Hawk, foi "a primeira aeronave tripulada na história do Mundo capaz de um voo livre sustentável", de acordo com a placa exibida com o Aerodrome. Orville acreditava que isso "desvirtuou" a história das máquina voadoras e se recusou a doar o Wright Flyer de 1903 para a Smithsonian. Em vez disso, ele o emprestou ao Science Museum em 1928 Quando a Smithsonian se retratou em 1943, Orville concordou em retornar o Flyer para os Estados Unidos. A aeronave permaneceu armazenada e protegida na Inglaterra durante a Segunda Guerra Mundial e só retornou aos Estados unidos em 1948, quando o acordo foi assinado pelos testamenteiros de Orville Wright, depois de sua morte. Críticos do acordo afirmam que ele causa um conflito de interesses que interfere na avaliação de pesquisas e reconhecimento de qualquer um que tenha efetuado voos sustentados, motorizados e controlados, antes de 17 de dezembro de 1903.